# Petr Bujnoch
Petr Bujnoch (* 14. března 1978) je majitel firem Credit One a Consulting One, jejichž klíčovým oborem je vymáhání pohledávek. Byl zapojen do mnoha insolvenčních kauz v Česku po roce 2000.

## Vzdělání a začátek kariéry
V roce 2001 získal inženýrský titul na Matematicko-fyzikální fakultě Univerzity Karlovy.[zdroj?] Vzdělání si poté ještě rozšířil o studium financí a v roce 2011 získal titul MBA na soukromé Vysoké škole finanční a správní v Praze Ještě při studiích začal pracovat jako obchodní manažer v Expandia Bance, která jako první na českém trhu nabízela internetové bankovnictví a působil zde do roku 2002. Až do plného převzetí banky Českou Pojišťovnou a.s. a její konsolidaci byla banka ve značných ztrátách 
. V roce 2002 založil společnost Consulting One.

## Zmaření dražby Pily Javořice
Consulting one je holdingová společnost, od roku 2004 je Petr Bujnoch jejím jediným akcionářem . V roce 2010 společnost hrála klíčovou roli ve zmaření dražby Pily Javořice. V jedné z největších dražeb v historii Česka tehdy neznámý zahraniční investor úspěšně vydražil rozsáhlý dřevařský areál na Prostějovsku za půl miliardy korun. Než však stihl částku uhradit, podala Consulting One insolvenční návrh, a to kvůli dluhu po splatnosti na 2545 Kč. Majitel Pily Javořice Ivan Doubrava tehdy, tvrdil že se společnost stala obětí vyděrače  Za jednoho z dalších věřitelů firmy Javořice společnost Consulting One označila britskou firmu Tarling Financial Consulting. Právě tento podivný řetězec odradil dražitele a ten nakonec od dražby ustoupil. Dražba tak skončila fiaskem a Pila Javořice v insolvenci.

## Credit One
Společnost vznikla 1. prosince 2006. Podle zprávy o vztazích vlastní Petr Bujnoch 51 % akcií a zbylých 49 % vlastní Vojtěch Pečenka 
, který je také výkonným ředitelem společnosti  Společnost poskytuje komplexní služby v oblasti správy a vymáhání pohledávek formou mimosoudního, soudního a exekučního řízení. Společnost se také zabývá analýzou a nákupem ztrátových pohledávek . Je řádným členem Asociace inkasních agentur . Je držitelem licence ČNB pro Samostatného poskytovatele nebankovních úvěrů udělovaného ČNB a má tak oprávnění poskytovat nebankovní půjčky.
Firma v roce 2014 získala zakázku pro Český rozhlas na vymáhání koncesionářských poplatků. Terénní pracovníci Credit One obcházeli provozovny a pořizovali fotodokumentaci míst, kde hrají rádia. Data o podnikatelích předali ČRO a ten je pak oslovoval s výzvou k zaplacení . Celý projekt od začátku provázela velká očekávání. Skončil však naprostým krachem, protože se přihlásilo jen úplné minimum nových poplatníků. Rozhlas proto spolupráci s firmou ukončil 
Společnost byla opakovaně obviněna z tzv. privatizace insolvenčních řízení. Administrace insolvencí City Tower poukázala na její majetkové propojení se společností Isalis v.o.s. Ta je přitom v desítkách insolvenčních řízení, v nichž je Credit One věřitelem, dosazována jako insolvenční správce  ISALIS v.o.s. tvoří JUDr. Jiří Vlasák a Mgr. Jiří Andrýsek, z AK Vlasák advokáti s.r.o. Ti pro Credit One a jiné společnosti ze skupiny Petra Bujnocha poskytují také právní servis 
Bujnochova firma Credit One je vlastníkem 2,5 % podílu ve společnosti EMTC-Czech a.s. . Do insolvenčního řízení EMTC přitom sama přihlásila pohledávky ve výši 23,5 milionu korun .

## Ovládnutí insolvenčního řízení dluhopisového letadla EMTC
Pád skupiny EMTC Tomáše Bárty je jednou z největších dluhopisových kauz Česka. EMTC je obchodní společnost založená Bártou v roce 2003. Do roku 2019 nabízela dluhopisy za účelem financování svých projektů. Jedním z nich byla výuková aplikace pro děti Lipa Land, která už jde do prodeje. Na konci roku 2020 totiž insolvenční správce vyhlásil otevřené výběrové řízení právě pro účely zpeněžení této aplikace.
   V září 2020 na její majetek vyhlásil Městský soud v Praze konkurz. Do insolvenčního řízení se přihlásilo 854 věřitelů, jejich pohledávky činí téměř 1,8 miliardy korun 
Insolvenční správce Jaroslav Brož ve své zprávě soudu zdůraznil, že dluhopisový program skupiny EMTC naplňuje znaky Ponziho schématu, tedy podvodné investiční operace, kde investoři svěřují provozovateli fondu peníze za účelem jejich zúročení. Provozovatel však tyto peníze dále neinvestuje, a namísto toho pouze vyplácí prostředky fondu jen některým investorům 
Petr Bujnoch byl dlouholetým obchodním partnerem Tomáše Bárty a poskytoval mu finanční prostředky na jeho podnikání. Z milionových půjček, které Bujnoch Bártovi během let poskytl, nakonec vznikly pohledávky za přibližně 75O milionů korun, přičemž většinu z toho tvoří smluvní pokuty a sankce. Insolvenční správce tyto pohledávky uznal a Petr Bujnoch se tak stal největším Bártovým věřitelem a ovládl tak celé insolvenční řízení EMTC  na úkor dluhopisových investorů, kteří do něj dohromady přihlásili přibližně stejně velkou částku 
Petr Bujnoch je předsedou věřitelského výboru společnosti EMTC Czech  i Tomáše Bárty . Insolvenční řízení ovládl také díky tomu, že do něj přihlásily pohledávky společnosti, které přímo (Credit One) nebo skrytě (B19, Mníšek pod Brdy 1519, Alkony-CZ, Jubilius) ovládá
V dubnu 2020 se Bujnoch dohodl s Rastislavem Veličem na odkoupení pohledávky skupiny Arca vůči Tomáši Bártovi ve výši 77 milionů korun. Oficiálně je novým majitelem pohledávky společnost Mníšek pod Brdy 1519, ale podle informací médií je za operací právě Bujnoch Tuto transakci napadl bývalý vlastník Arcy Pavol Krúpa, protože podle něj došlo transakcí k nezákonnému vyvedení peněz a poškození práv věřitelů 
Na první věřitelské schůzi EMTC v listopadu 2020 padlo od jednoho z věřitelů obvinění, že Tomáš Bárta nezákonným způsobem vyplatil Petru Bujnochovi milionové sumy, a to v době, kdy se již nacházel v úpadku. Tímto způsobem mohlo dojít ke krácení práv ostatních věřitelů, mezi které patří i stovky dluhopisových investorů. Mimo majetkovou podstatu mu měly být vyplaceny prostředky přesahující 150 milionů korun  Zmíněné obvinění přitom vznesla, a to dokonce opakovaně, pouze společnost DENELIO Finance a.s., IČO: 07859066, se sídlem Praha 1, Revoluční 1082/8, PSČ 110 00, která je zjevně propojena se společností BOHEMIA ENERGY entity s.r.o., IČO: 27386732, se sídlem Praha 1 - Nové Město, Na Poříčí 1046,1047/24-26, PSČ 11000, jejíž podíl byl pojat do majetkové podstaty dlužníka Tomáše Bárty, čímž insolvenční správce uplatnil nárok na daný podíl. Společnost DENELIO Finance a.s. a společnost BOHEMIA ENERGY entity s.r.o. (jakož i manželé Hana a Jiří Písaříkovi, kterým společnost BOHEMIA ENERGY ENTITY s.r.o. patří) jsou přitom pevně propojeny, a to osobou advokáta Petra Kuhna a dalšími advokáty z advokátní kanceláře BADOKH - Kuhn Dostál advokátní kancelář s.r.o., Praha, IČO: 02553848, se sídlem Praha 1 – Nové město, 28. října 767/12, 110 00, kteří dlouhodobě zastupují společnost BOHEMIA ENERGY ENTITY s.r.o. a manžele Písaříkovy, a to i ve sporech s Tomášem Bártou o předmětný podíl. Současně však poskytují právní služby i společnosti DENELIO Finance a.s. a slova DENELIO Finance a.s. jsou proto i slovy manželů Písaříkových. Klíčové je, že veškerá tato obvinění vznesená společností DENELIO Finance a.s., byla soudem opakovaně řešena a zcela vyvrácena, když soud opakovaně uzavřel, že tyto údajné platby nikdy neproběhly (ani hotovostně, ani bezhotovostně).   

## Spolupráce s Ondřejem Dolínkem
Ondřej Dolínek je bratr známého pražského radního a politika ČSSD Tomáše Dolínka. Byl členem představenstva všech společností vzniklých v roce 2015 vyčleněním části jmění společnosti Pražská teplárenská. Problematický převod nemovitostí, který dosahoval miliardových hodnot, byl tehdy podrobně monitorován médii  V roce 2013 měl prodat problematické společnosti Lasesmed Zdeňka Zadiny svůj podíl ve společnosti Ecomyčka. Média převod historicky spojovala s velkou úklidovou zakázkou, kterou společnost Lasesmed získala od města 
Bujnoch a Dolínek jsou dlouholetí obchodní partneři. V roce 2007 na něj Bujnoch převedl svůj podíl společnosti Expres Finance . Společnost poskytující expresní hypotéky pro každého založil v říjnu roku 2004.
Ondřej Dolínek vlastní společnost B19 , která podala insolvenční návrh na Tomáše Bártu. A do insolvenčního řízení přihlásila pohledávky ve výši 340 milionů korun, které předtím všechny odkoupila právě od Petra Bujnocha nebo jeho firmy Credit One  Společnost je členem věřitelského výboru Tomáše Bárty 
Dolínek je vlastníkem a jednatelem společnosti B11 s.r.o . Ta je jediným společníkem společnosti JUBILUS s.r.o., která v insolvenčním řízení Tomáše Bárty uplatňuje pohledávku ve výši 89,5 milionů Kč okoupenou od Petra Bujnocha. 

## Půjčky Tomáši Bártovi
V průběhu insolvenčního řízení vyšlo najevo, že pouze nepatrná část poskytnutých prostředků byla Tomášem Bártou Petru Bujnochovi vrácena (údajné platby v hotovosti nebyly prokázány a neplynou ani z analýzy poradenské společnosti Deloitte. Na tomto závěru ničeho nezměnily ani snahy Tomáše Bárty o snížení astronomického objemu závazků popřením takřka všech pohledávek, které vznikly nebo byly po určitou dobu vlastněny Petrem Bujnochem a společností Credit One, a.s. Závěr o neprůkaznosti a rozporuplnosti tvrzení Tomáše Bárty učinili jak nezávislá auditorská společnost Deloitte, tak insolvenční správce
 a insolvenční soud. Pohledávky Petra Bujnocha, které měly být Tomášem Bártou údajně uhrazeny prostřednictvím hotovostních plateb, byly v insolvenčním řízení v celém rozsahu zjištěny poté, co byly uznány soudem ustanoveným insolvenčním správcem a zároveň nedošlo k jejich popření žádným z přihlášených věřitelů.
V návaznosti na uplatnění pohledávek Petra Bujnocha v insolvenčním řízení Tomáše Bárty a následné převzetí soudních sporů o podíl v BOHEMIA ENERGY entity s.r.o. soudem ustanoveným insolvenčním správcem zahájila společnost DENELIO Finance a.s. (propojená se skupinou manželů Písaříkových „BOHEMIA ENERGY“ mj. i prostřednictvím advokáta Petra Kuhna a dalších advokátů z advokátní kanceláře BADOKH) kampaň směřovanou proti Petru Bujnochovi a s ním spojené společnosti Credit One, a.s. V rámci této kampaně se DENELIO Finance a.s. dlouhodobě pokouší prosadit dogma, že Petr Bujnoch ovládá insolvenční řízení Tomáše Bárty a všechny jeho účastníky, kteří podporují ustanoveného insolvenčního správce v postupu uplatnění nároku na podíl v BOHEMIA ENERGY entity s.r.o. Společnost DENELIO Finance a.s. ve svých výpadech proti Petru Bujnochovi vznáší celou řadu obvinění včetně obvinění v trestněprávní rovině. Jak ovšem sama společnost DENELIO Finance a s. uvádí, tyto své domněnky není schopna jakkoli doložit, natož prokázat
. Výpady společnosti DENELIO Finance a.s. vůči Petru Bujnochovi a dalším členům věřitelského výboru Tomáše Bárty jsou opakovaně odmítány jak insolvenčním soudem
, tak státním zastupitelstvím, které se insolvenčního řízení účastní.